# Gnarkill
Gnarkill — американская группа в жанре пародия/альтернативный метал, которая была сформирована в Вест Честере, Пенсильвания в 2002 году и состоит из вокалиста Брэндона Ди Камило (из CKY Crew), гитариста Rich Vose, клавишника Бэма Марджеры (из CKY Crew), ударника Джесса Марджеры (из CKY (группа)) и Matt Cole (из CKY Crew). Группа выпустила два альбома: Gnarkill (2002) и GnarKill vs. Unkle Matt and the ShitBirdz (2006).

## Состав
- Брэндон Дикамилло – вокал
- Рич Вос – гитара
- Бэм Марджера – клавиши
- Джесс Марджера – ударные
- Мэт Кол

## Дискография
- Gnarkill (2002)
- GnarKill vs. Unkle Matt and the ShitBirdz (2006)